# Magnus von Levetzow
Magnus Otto Bridges von Levetzow, född 8 januari 1871 i Flensburg, provinsen Schleswig-Holstein, död 13 mars 1939 i Berlin, var en tysk marinofficer, nazistisk politiker och polisämbetsman.

## Biografi

### Uppväxt, familj och utbildning
Magnus von Levetzow var son till den danske kammarjunkaren och preussiske häradsfogden Kay Diederich Franz von Levetzow (1835–1899) och hustrun Maria, född von Hedemann (1839–1926).
Han fick fram till 1880 undervisning av privatlärare i Gravenstein (danska: Gråsten) i Slesvig och gick först i danskt gymnasium i Roskilde och Köpenhamn fram till 1885, därefter på det tyska gymnasiet Johanneum i Hamburg fram till 1889.
von Levetzow gifte sig 1907.

### Kejserlig marinofficer
Den 13 april 1889 inträdde Levetzow i tyska Kejserliga Marinens kadettkår. År 1893 avlade han sjöofficersexamen. Under de sex följande åren var han fartygsofficer i både hemfarvatten och utanför Östafrikas kust. Från 1899 till 1901 var han adjutant i Wilhelmshavens matrosdivision. Han fortbildade sig vid Marinakademien från 1900 till 1902 och utnämndes till amiralstabsofficer (stabschef) vid den östamerikanska flottstationens kryssardivision. Från 1903 till 1906 tjänstgjorde han vid amiralsstaben i Berlin och blev amiralsstabofficer vid höstövningsflottans stab. Under denna period deltog han i planeringen av blockaden mot olika hamnar i Venezuela under den europeiska stormakternas blockad år 1903. Från 1906 till 1918 var han utan avbrott stationerad som eskadernavigationsofficer vid den tyska högsjöflottan, och tjänstgjorde ombord på slagskeppet SMS Wittelsbach, pansarkryssaren SMS Scharnhorst och slagskeppet SMS Braunschweig. 

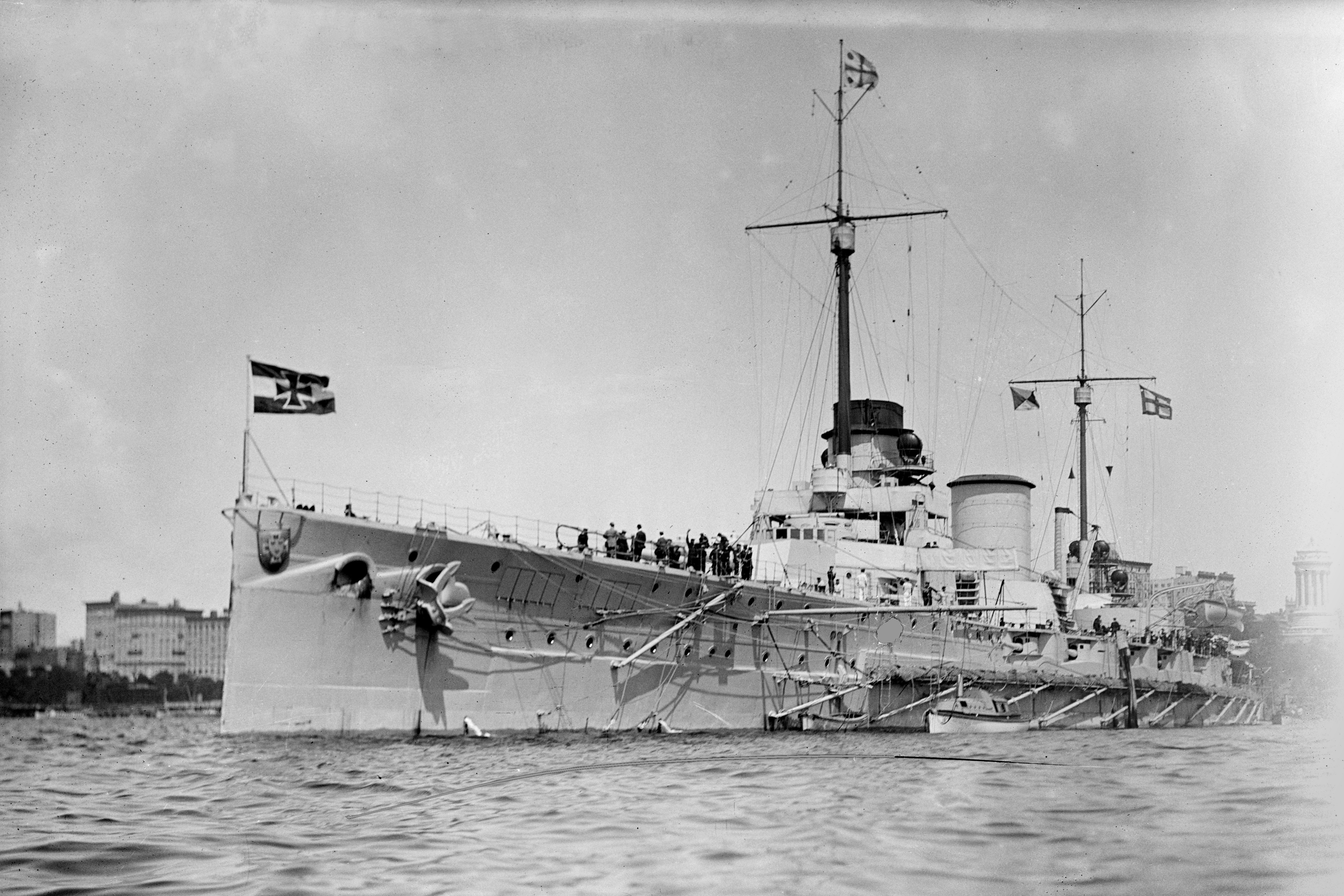
SMS Moltke vid ett flottbesök 1912.

Åren 1909 till 1912 var Levetzow 1:e amiralstabsofficer vid högsjöflottans kommando. Från 1912 till 1913 förde han befäl på kryssaren SMS Stralsund. Han befordrades i januari 1913 till Kapitän zur See, motsvarande kommendör, och befälhavare för slagkryssaren SMS Moltke, ett befäl som han behöll de två första åren av första världskriget.
Moltke deltog under Levetzows befäl i november till december 1914 i de tyska flottangreppen mot Yarmouth och Hartlepool. I januari 1915 deltog Levetzow i slaget vid Doggers bankar och 1916 i Skagerrakslaget. 
Levetzow utnämndes 1916 till chef för den operativa avdelningen vid högsjöflottans stab. År 1917 övertog han ledningen för staben för flottans kommando för erövringen av de baltiska öarna. Samma år erhöll han orden Pour le Mérite för sin roll i planeringen av operation Albion, landstigningen på de baltiska öarna.
Under 1918 var han periodvis chef för högsjöflottans 2:a rekognosceringsgrupp. I augusti 1918 utnämndes han till stabschef för den vid denna tid ombildade sjökrigsledningen under Reinhard Scheer i det stora flotthögkvarteret. 
Sjökrigshistorikern Gerhard Granier beskriver Levetzow starkt kritiskt som en människa som "på ett grundläggande sätt saknade förmåga till strategiskt tänkande", samt som en "katastrofal strateg, som mot krigets slut inte bara i teorin utan även i i praktisk handling skulle visa detta". 

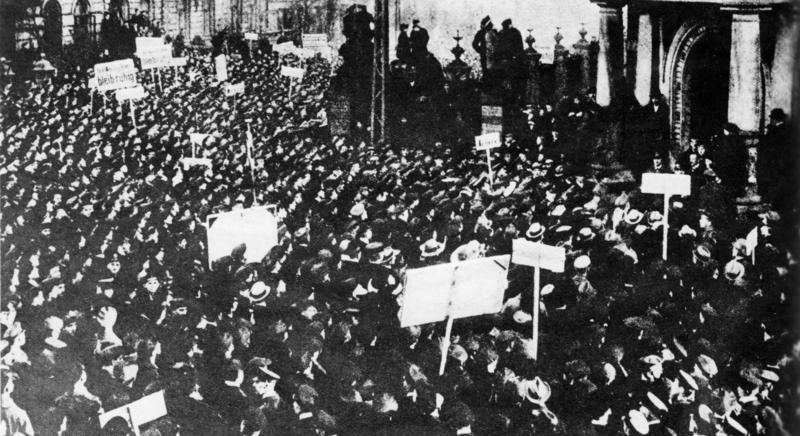
Matroser i Kiel demonstrerar för fred under novemberrevolutionens inledande fas.

I oktober 1918 var han i stor utsträckning delaktig i den tyska sjökrigsledningens beslut att ge högsjöflottan order att angripa den brittiska Grand Fleet. Stora delar av besättningarna vägrade följa denna order då de insett lönlösheten i den, under bakgrund av Tysklands förestående nederlag i kriget. De matroser som sökte förhindra att flottan löpte ut arresterades för ordervägran, vilket i sin tur ledde till matrosupproret i Kiel som blev den utlösande händelsen i Tyska novemberrevolutionen.

### Levetzows och marinledningens motivering av flottangreppet
Regeringen Max av Baden krävde rapport om händelserna kring det förhindrade flottangreppet. Ett förberedande möte hölls av marinledningen den 3 november i Wilhelmshaven. Mötet enades kring hållningen att sjökrigsledningen planerat att i högre grad använda ubåtar mot rent militära mål genom att lägga ut halvcirkelformade ubåtslinjer kring de tyska nordsjöhamnarna, efter att det totala ubåtskriget avbrutits. För att locka in fiendeflottan i spärrområdet, skulle flottan göra ett utfall i riktning mot Hoofden, området norr om Doverkanalen i södra Nordsjön. Om britterna lyckats tränga igenom, skulle detta ha hotat den tyska kusten och tvingat flottan att försvara det tyska fastlandet mot brittiska angrepp. 
På grund av den snabbt eskalerande novemberrevolutionen kom det aldrig något möte med regeringen till stånd. Amiral Franz von Hipper, befälhavare för högsjöflottan, publicerade i slutet av november 1918 en "officiell" rapport, där han gav en ny version: Enligt denna var planen att avlasta den tyska arméns högra flygel, genom att bryta de brittiska försörjningslinjerna. Om den den brittiska flottan då hade svarat på utmaningen, hade de tyska ubåtarna redan varit i ställning och kunnat "pröva sin lycka". Förmodligen såg Hipper sig tvungen att ge en ny version, då den version som givits av hans överordnade lämnade frågan öppen om varför den av dessa beskrivna operationen krävt hela högsjöflottan i insats.
Marinledningens egentliga avsikt kom fram först i Dolkstötsprocessen i München i oktober-november 1925. Amiral Scheer hade redan 1919 antytt denna och Levetzow 1924 i aprilutgåvan av Süddeutsche Monatshefte för första gången bekräftat de faktiska planerna. I denna skrift rapporterade Levetzow också att kejsar Vilhelm II den 26 oktober 1918, i samband med flottans föredragning för kejsaren, sagt att han samma dag meddelat att han givit kejserlig sanktion åt Riksdagens beslut att göra militärmakten underställd den civila makten. Levetzow gav härvid inte någon förklaring till sin uppenbara insubordination gentemot sin tidigare överbefälhavare. Att han motsatte sig den nu tydligt överordnade regeringen förklarade Levetzow med att regeringen Max av Baden hade förhållit sig felaktigt och han framhöll i synnerhet det "fäderneslandslösa uppträdandet" hos regeringsmedlemmarna Friedrich von Payer (DVP) och Philipp Scheidemann (MSPD) som anledning till det tyska nederlaget i första världskriget och det ur hans synvinkel förhastade vapenstilleståndet:
"... insatsen av högsjöflottan i detta skede [...] blev en överlevnadsfråga för marinen och en fråga om besättningarnas ära – innan vår ärekrönta stolta flotta, segrare i Skagerrakslaget, innan den blev ett handelsobjekt i en skamlig fred, krävdes dess insats. Det beslut som låg bakom detta var och förblir korrekt."
Detta var ett offentligt erkännande att marinledningen motsatt sig regeringen och att de fredsansträngningar som Ludendorff krävde skulle motarbetas.

### Under Weimarrepubliken
I januari 1920 erhöll Levetzow som konteramiral befäl över Östersjöns flottstation i Kiel. Samtidigt utnämndes han till kommendant för staden Kiel. Under Kappkuppen i mars 1920 stödde han kuppmakarna. Enligt hans anteckningar i sin tjänstedagbok antog han att rikspresident Friedrich Ebert (SPD) och riksvärnsministern Gustav Noske (SPD) var i Hamburg och gav order att de omedelbart skulle arresteras vid en eventuell ankomst i Kiel. Även efter Kapps reträtt fortsatte Levetzow kuppen och meddelande sina soldater följande order:
"För oss soldater gäller det, att i enhetlig front tillsammans med säkerhetspolis, invånarvärn och teknisk nödhjälp klara av den av kommunisterna utlysta striden med alla uppoffringar för att frälsa fosterlandet."
Efter att kuppen misslyckats greps Levetzow i Lütjenburg, tillbringade en kort tid i häkte och avskedades därefter ur Reichsmarine.
Från 1924 till 1926 arbetade Levetzow inom Junkers flygbolagsverksamhet. Under denna period engagerade han sig för återupprättandet av det tyska kejsardömet under den abdikerade kejsaren Vilhelm II, som efter kriget levde i exil i Nederländerna.
År 1928 fick han som ersättning för sina ansträngningar att koordinera de nationalistiska grupperingarna en månatlig utbetalning av 2 000 riksmark, motsvarande över 15 000 euro i 2020-talets penningvärde. Åren 1929 till 1930 var han del av organisationen bakom folkomröstningen mot Youngplanen. Vid samma tidpunkt planerade han att lansera och bygga upp den tidigare rikskanslern Wilhelm Cuno som kandidat till rikspresidentämbetet inför 1932 års presidentval. För detta initiativ kunde han också för en period erhålla Adolf Hitlers stöd.
År 1931 blev Levetzow medlem av Nationalsocialistiska tyska arbetarepartiet (NSDAP), som han redan sedan 1928 hade täta kontakter med. I januari 1931 och maj 1932 arrangerade han två resor för Hermann Göring till exkejsarens bostad i Doorn och under hösten 1932 ordnade han ett möte mellan exkejsarens andra hustru Hermine Reuss och Hitler i Berlin. Under perioden närmast inför presidentvalet 1932 uttalade Levetzow sitt stöd för att Hitler skulle ställa upp som kandidat. Vid samma tidpunkt kom han och exkejsaren att glida ifrån varandra politiskt och i december 1932 kom Vilhelm II att helt bryta med Levetzow.
I riksdagsvalet i juli 1932 valdes Levetzow in som riksdagsledamot för NSDAP och behöll sitt mandat fram till november 1933.

### Under Nazityskland
Den 15 februari 1933, kort efter nazisternas maktövertagande, utnämndes Levetzow till Kurt Melchers efterföljare som Berlins polispresident med uppdrag att omvandla funktionen hos ett av statens viktiga maktinstrument för att säkra nazisternas kontroll över staten.
I denna roll var han i stor utsträckning delaktig i nazisternas Gleichschaltung av Berlins polis och i uppbyggnaden av Gestapo. Hans viktigaste underordnade var Rudolf Diels. Dessutom var han medansvarig för de vilda skyddshäktesläger som skapades under början av 1933 och blev de första nazistiska koncentrationslägren. Redan i januari 1934 visade det sig dock att han saknade tillräckligt inflytande för att kunna förhindra nazisternas organiserade störningar av en monarkistisk högtidssammankomst.
Kurfürstendammkravallerna i juli 1935, då radikala nazister misshandlade judar på öppen gata efter att ha drivit ut dem från kaféer, väckte stor uppmärksamhet internationellt. Den nazistiska partiledningen var förargad. Joseph Goebbels, som var en av medprovokatörerna, drog sig ur affären och utsåg Levetzow till syndabock, genom att Goebbels tidningar pekade ut honom som ansvarig. I juli 1935 sparkades Levetzow från posten som polispresident och ersattes av ledaren för SA i Berlin, Wolf-Heinrich von Helldorff. På så sätt kunde Goebbels för både inhemsk och utländsk opinion presentera sig som Gauleiter som röjde upp i sitt Gau och låtit statsledningen ingripa och samtidigt distansera sig från kravallerna. 
Under sina sista levnadsår var Levetzow chef för Weser-Flugzeugbaus flygplansfabrik i Berlin.
Levetzow avled i Berlin 1939. Han begravdes på Südwestkirchhof Stahnsdorf utanför Berlin. Hans efterlämnade dokument förvaras under löpnummer "N 239" i Bundesarchiv.